# كلاوديو غارسيا مونيوث
كلاوديو غارسيا مونيوث (بالإسبانية: Claudio García Muñoz)‏ (10 أبريل 1997 في بيرو - ) هو لاعب كرة قدم بيروفي في مركز جناح ‏.

## وصلات خارجية
- كلاوديو غارسيا مونيوث على موقع قاعدة بيانات كرة القدم.إي يو (الإنجليزية)
- كلاوديو غارسيا مونيوث على موقع Soccerway.com (الإنجليزية)